# ツグプ・ナムゲル
ツグプ・ナムゲル（Tshudpud Namgyal, 1785年 - 1863年）は、インド、シッキム王国（ナムゲル朝）の第7代君主（在位：1793年 - 1861年）。

## 生涯
1793年、父王テンジン・ナムゲルの死により、王位を継承した。
当時、ネパール王国がシッキム王国に侵攻していため、チベットに避難していたが、父王の死を以てシッキムへと帰還した。ツグプはシッキムに帰還すると、首都をラブデンツェからトゥムロンに遷都した。
1814年、ネパール王国とイギリスとの間でグルカ戦争が勃発し、1816年に講和条約スガウリ条約が締結されると、ネパールはメチ川とティスタ川の間の地域を放棄した。その後、翌1815年にシッキムはイギリスとティタリヤ条約を締結し、ダージリンなどを含むティスタ川西岸全域がシッキムに譲渡されたが、シッキムはイギリスの保護国となった。
そののち、イギリスはシッキムに譲渡したダージリンの割譲を申し入れた。そして、年額3000ルピーの補償金を払うことで合意し、1841年にその第一回の支払いが行われた。だが、宗主たるチベットはイギリスの帝国主義を警戒しており、ダージリンの割譲はチベットを激怒させる結果となった。そのため、ツグプもしだいに反英的になった。
1849年、ツグプは首都トゥムロンに訪れたダージリン長官キャンベル博士、フッカー博士のイギリス人2名を逮捕、監禁した。イギリスは直ちに出兵し、ツグプは降伏を余儀なくされたが、その報復を受けた。王国はダージリン割譲の補償金を打ち切られたばかりか、タライ地方の大ランジット川とランマン川以南のシッキム領を没収され、現在のシッキム州の領域になった。
1860年、ダージリン居住民がシッキム人拉致されると、イギリスはこの機会に本格的に出兵した。翌1861年にツグプは退位させられ、息子のシケオン・ナムゲルが王位を継承した。
1863年、ツグプは死亡した。